# Isla del Carmen (Baja California Sur)
La Isla del Carmen es una isla ubicada frente a la ciudad de Loreto en el Golfo de California, en el Municipio de Loreto en la porción este del estado de Baja California Sur, México. La isla está protegida como parte del Parque Nacional Bahía de Loreto que se encuentra dentro del Patrimonio de la Humanidad de México "Islas y Áreas Protegidas del Golfo de California" de la UNESCO. Cuenta con una extensión de 15,000 hectáreas (37,000 acres), y es la más grande de las 4 islas del municipio. 

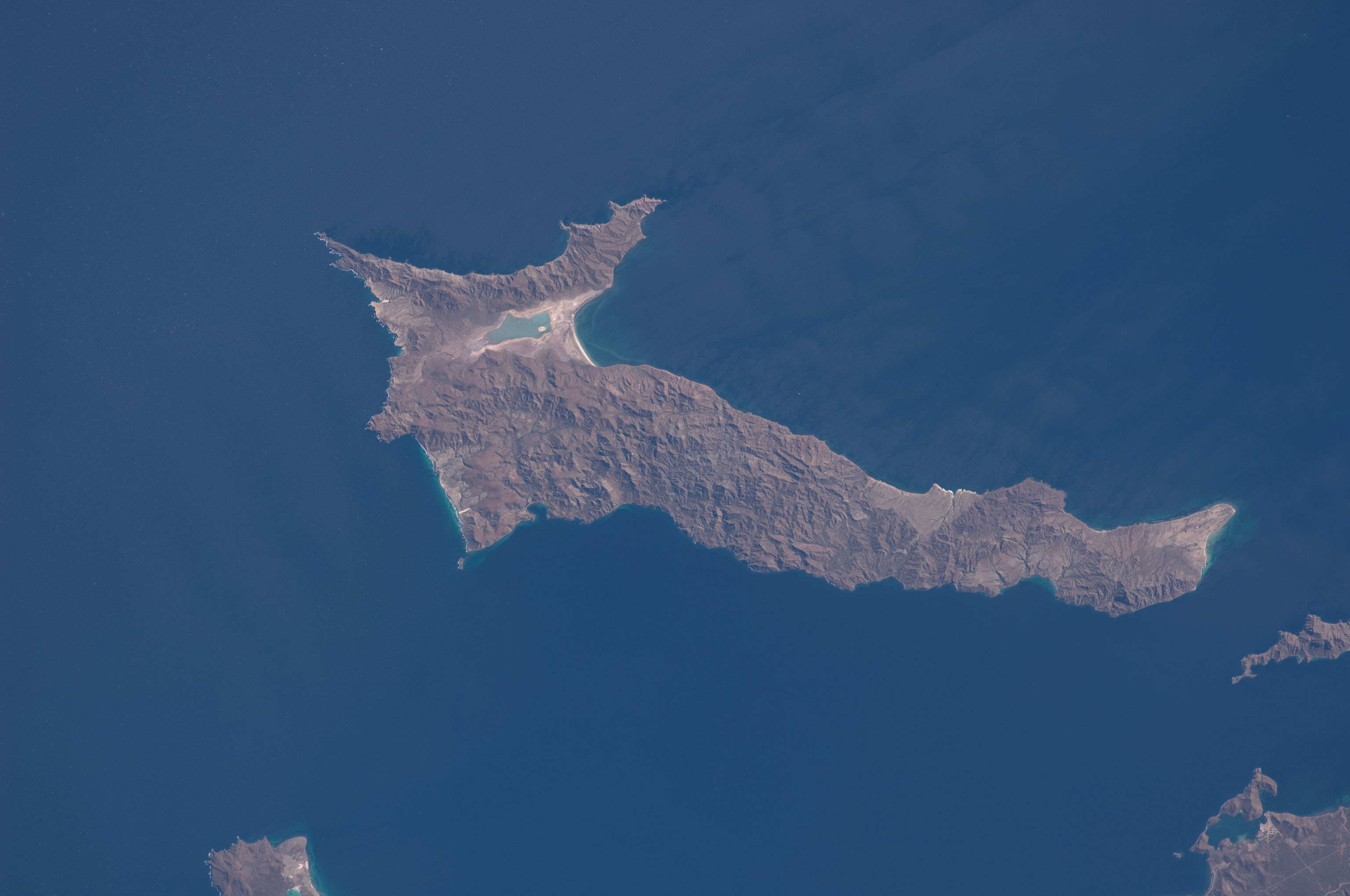
Vista aérea de Isla de Carmen.

## Historia
La bahía, en el extremo noreste de la isla fue el sitio de una antigua instalación de producción de sal. 
Fue una de las reservas y explotación de sal en tiempos de la Nueva España. La abundancia de sal fue reconocida en 1717 por Juan María Salvatierra, fundador de Loreto habiendo una solicitud al rey de España para que permitiera la explotación de la sal en Bahía Salinas. En 1850 se convirtió en la principal fuente de abastecimiento de San Francisco, California, y en 1867 se habían embarcado 35,000 toneladas de sal.  
Se concesionó primero a Bill Holladay y en 1879 al masón Santiago Mosca que era el cónsul de Estados Unidos en La Paz, mismo que invirtió en infraestructura como edificios, maquinaria, un ferrocarril y muelle para embarcar la sal. 
La sal de Isla del Carmen tenía una pureza muy alta que no necesitaba refinación. 
En 1890 el precio de la sal tuvo su decadencia. En 1908 se pasó la concesión a una empresa inglesa Salinas del Pacífico SA de CV., que luego pasan a otra empresa que explota ciertos recursos de la isla hasta 1983. Existen restos de edificios, maquinaria y muelle de carga todavía en la isla. Sólo la capilla de la virgen del Carmen se encuentra en buenas condiciones. Turistas visitan la isla con fines recreativos. 

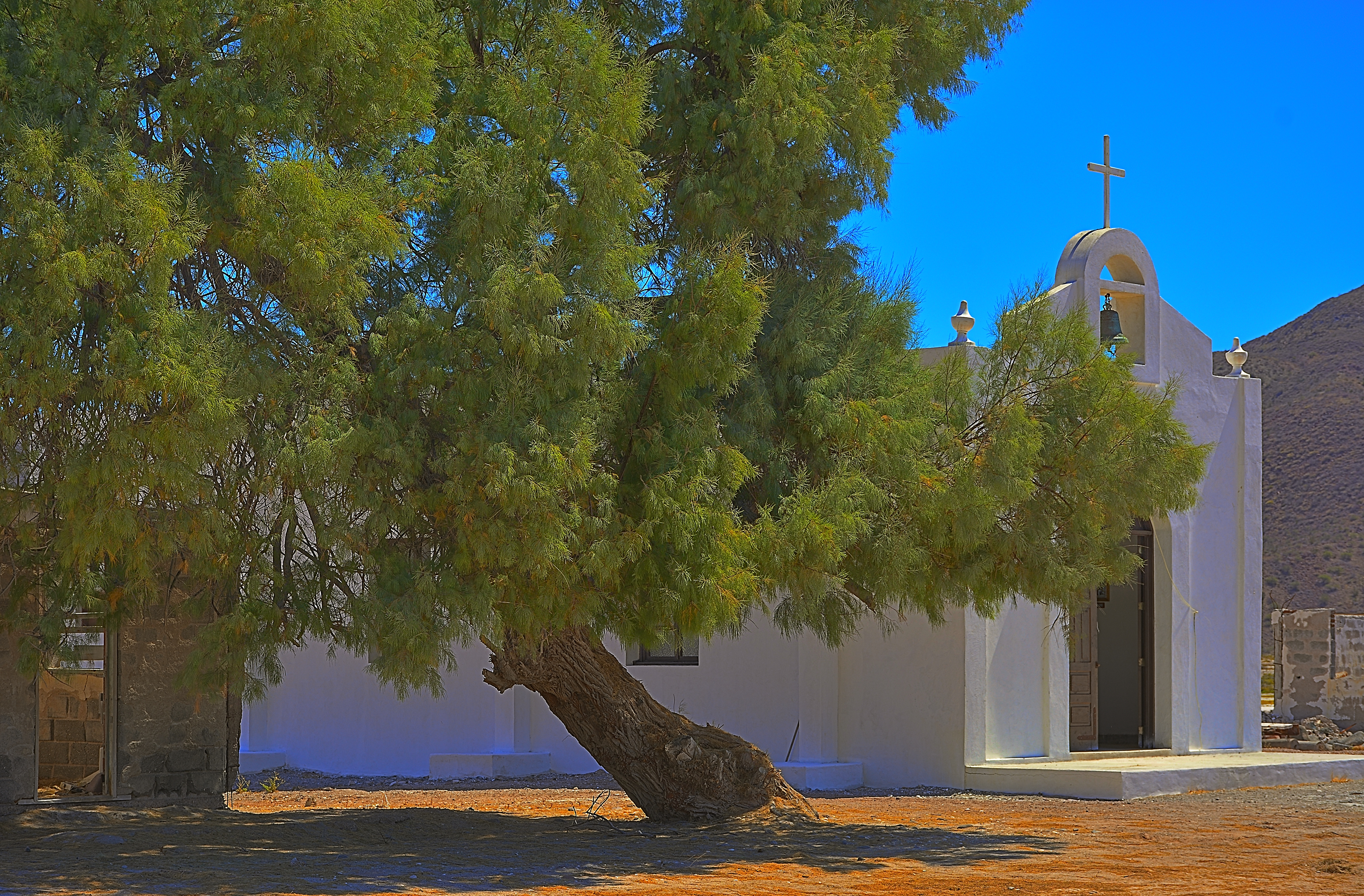
Capilla de la Virgen del Carmen.
Sierra Gorda e Isla del Carmen.

## Ambiente
La isla tiene un clima desértico similar al del desierto de Sonora.
Los esfuerzos para proteger la isla comenzaron en 1996 cuando la Organización Vida Silvestre, A.C. y Salinas del Pacífico S.A. de C.V. comenzaron una asociación para proteger la flora y fauna nativa.
La Isla del Carmen alberga muchas especies de aves, como el pelícano pardo (Pelecanus occidentalis), el papamoscas de cola de tijera, la fragata magnífica (Fregata magnifica) y el piquero de patas azules (Sula nebouxii), así como varios reptiles y mamíferos roedores. La isla ofrece lugares de anidación para aves marinas como la gaviota patiamarilla (Larus livens), el águila pescadora (Pandion haliaetus) y el ostrero americano (Haematopus palliatus). 
En 1995 comenzó un programa para restaurar la población de borrego cimarrón que alguna vez fue nativa en la isla. 